# Дудинское (озеро, Хабаровский край)
Дудинское — пресное проточное озеро в левобережье нижнего течения реки Амур в центральной части Ульчского района Хабаровского края России, расположено к югу от озера Удыль и к востоку от озера Пальмука.
Озеро Дудинское находится на высоте 4,8 м над уровнем моря, имеет удлинённую вытянутую форму, береговая линия сильно изрезана многочисленными узкими заливами (Луговой, Пальмука, Торгоми и др.). Общая длина от северо-западной до юго-западной оконечности составляет около 27 км, ширина в северной части — до 3,7 км. Площадь составляет 39,4 км². Площадь водосборного бассейна — 267 км². Озеро мелководное, преобладают глубины 0,1-0,6 м. На северо-востоке соединяется с низовьем реки Амур (старым руслом) протокой Большая Дудинская. В озеро впадает несколько ручьёв (Дудинский, Лесной и др.). Берега озера низкие, в значительной степени заболочены, на севере более высокие и покрытые лиственнично-пихтовым лесом — там, где подступают невысокие горы Межозерного хребта . Напротив протоки Большая Дудинская — несколько некрупных островов.
Код водного объекта в государственном водном реестре — 20030900211118100001585.